# Felix Bartels
Felix Bartels (* 1978 in Berlin) ist ein deutscher Herausgeber, Literaturforscher, Autor und Lektor.

## Leben
Bartels studierte Klassische Philologie und Philosophie an der Humboldt-Universität zu Berlin und schloss mit einer Arbeit zu Platons Theaität ab. Von 2009 bis 2013 arbeitete er regelmäßig an Editionen des VAT (Mainz), als Redakteur der Literaturzeitschrift Argos und Leiter der Edition Neue Klassik. Von 2014 bis 2020 war er frei u. a. für den Aurora Verlag der Eulenspiegel Verlagsgruppe tätig, ab 2016 Redakteur des Jahrbuchs der Peter Hacks Gesellschaft. Seit 2020 arbeitet er fest für den Eulenspiegel Verlag.
Schwerpunkte seiner Forschungsarbeit liegen bei Literatur der DDR und Kinderliteratur, James Krüss, Maurice Sendak und besonders bei Peter Hacks, außerdem beim Deutschen Idealismus und marxistischer Theorie. 2011 arbeitete er am ersten Band einer Gesamtausgabe der Schriften Saul Aschers. Die Studie Leistung und Demokratie ist zugleich der Versuch, eine Theorie der sozialistischen Gesellschaft anzureißen.
Als Autor beschäftigt sich Bartels hauptsächlich mit Themen der politischen Theorie, Ideologiekritik, Philosophiegeschichte, Filmkritik und Poetik. Er veröffentlicht in junge Welt, Neues Deutschland, konkret und Jungle World. Sein Buch Odysseus wär zu Haus geblieben untersucht Irrationalität im politischen Denken.

## Werke
- Leistung und Demokratie. Genie und Gesellschaft im Werk von Peter Hacks. VAT: Mainz 2010.
- Der Briefwechsel zwischen Peter Hacks und André Thiele, Eulenspiegel Verlag: Berlin 2012. [Herausgeber]
- Odysseus wär zu Haus geblieben. Schutzschrift mit Anhang. Aurora: Berlin 2015.